# ふじ3号
ふじ3号（Fuji-OSCAR 29、JAS-2(Japan Amateur Satellite 2)は、1996年8月17日に種子島宇宙センター(TNSC)から打ち上げられた人工衛星（ピギーバック衛星）である。ふじ1号、ふじ2号の機能を継承するアマチュア衛星で、先行する2基の通信系の機能を拡張した仕様に基づき、すべてNECで製造された（JAS-1/JAS-1bでは中継器のみアマチュア無線家が開発製作）。同じロケットで地球観測プラットフォーム技術衛星(ADEOS)「みどり」が打ち上げられている。

## 衛星の概要
- 開発・運用機関：日本アマチュア無線連盟(JARL)
- 形状：相対する主面間隔44 cm、高さ47 cmの26面体。
- 打ち上げ機関：宇宙開発事業団(NASDA)（現 宇宙航空研究開発機構(JAXA)）
- 打ち上げ履歴：1996年8月17日11時35分(JST)には南極大陸上空で電波の発射を開始したことを確認。同日12時35分、東京都豊島区巣鴨の日本アマチュア無線連盟の衛星追跡管制局にてJAS-2の電波信号を受信し、衛星軌道に乗ったことが確認され「ふじ3号」と命名。
- 呼び出し符号：アマチュア衛星局8J1JCSとして免許付与（1996年8月19日）。運用開始。
- ミッション系諸元：アップリンク回線145 MHz帯、ダウンリンク回線435 MHz帯（Jモード）。 CWビーコン周波数435.795 MHz、送信電力1 W。デジタル系中継器（電子掲示板、電子メール）アップリンク周波数145.85、.87、.89、.91 MHz、ダウンリンク周波数 435.91 MHz 。データ通信速度1,200 bps（アップリンク：2相PSK、ダウンリンク：FM変調） および9,600 bps（アップリンク：FSK（G3RUH方式）、ダウンリンク：FSK（G3RUH方式））。データ処理系のCPUはV50、メモリー容量約2 MB。
- 通信機能：音声および電信信号の中継、デジタルパケット通信信号の中継、デジトーカ（30秒程度のFM音声による情報の伝送。音声情報は管制局からPCM変換したデータを衛星にロード） による音声信号の送信(435.910 MHz FM)。モールス符号によるビーコン(HI)を144.983 MHzで送信（出力約140 mW）。衛星内部の温度に応じてキーイング速度の調整が出来るように設計された。
- バス系諸元：衛星の姿勢はスピン軸が軌道面に対して垂直となるホイールモードで、 姿勢制御系は太陽センサ、地磁気センサ、磁気トルク発生用コイル（磁気トルカ）、制御用コンピュータで構成されている。
- 運用内容：アマチュア無線の通信（アナログとデジタルの両信号の中継を国際的規模で実施することにより国際親善に寄与する）。他に新通信システムと新型太陽電池、半導体の宇宙使用実験。
- 電源系諸元：ガリウムひ素太陽電池、ニッケルカドミウム蓄電池(6 Ah)。